# 査定した朝鮮語標準語集
査定した朝鮮語標準語集（さていしたちょうせんごひょうじゅんごしゅう、朝: 사정한 조선어 표준말 모음）は、1936年に朝鮮語学会（現・ハングル学会）が発表した標準語集である。

## 経過
1933年に「朝鮮語綴字法統一案」を制定した朝鮮語学会は、朝鮮語の標準語を確立させる必要があると考え、朝鮮語標準語査定委員会を発足させた。正確な発足日は明らかでないが、1934年内であるものと推測される。発足当初の標準語査定委員は権悳奎、李克魯、李熙昇、鄭烈模、崔鉉培ら40名であった。
査定委員会は、標準語集の発表までに「読会」と称される会合を3度開いた。第1回読会は1935年1月2日から7日まで忠清南道牙山で行い、委員32名の出席のもと、査定案の討議を行った。この読会では16人の修正委員が選出された。修正委員とは討議の結果を受けて、その不足点などを補う役割を担う委員である。この修正委員は1回目の読会の後、十数回にわたり会議を重ねて原案を修正し、2回目の読会に備えた。
第2回読会は委員を70名に増やし、1935年8月5日から9日まで京畿道高陽郡鳳凰閣（現・ソウル特別市江北区牛耳洞）で行われた。この読会で原案を討議した後、第1回読会と同じく修正委員を25名選出し、討議結果の整理作業を行った。
第3回読会は32人の委員の出席のもと、1936年7月30日から8月1日まで京畿道仁川府（現・仁川直轄市）第一公立普通学校で行われた。査定委員は3名増加し73名となった。この討議により標準語査定の会議がすべて終了し、11人の修正委員を選出し最終的な調整を行い、1936年10月28日（当時のハングルの日）に標準語集を発表した。

## 査定方法
朝鮮語の標準語については、1933年の「朝鮮語綴字法統一案」においてすでに「中流社会で使われるソウル語とする」と規定されていたが、標準語の査定においては普遍性のある地方語も考慮すべきと考えられていた。それゆえ、標準語査定委員会の構成員はソウル出身者のみならず、地方出身者も含まれていた。第1回読会時の査定委員40名、第2回読会時の査定委員70名は、ともに半数が京畿道出身者（ソウル出身者を含む）、残りの半数が人口比例による各道代表者であった。第3回読会時の査定委員73名は、京畿道出身者37名（うちソウル出身者26人）と人口比例による各道代表者36名であった。
標準語の査定は査定委員の票決によって行われた。単語の票決決定権は京畿道出身委員37名にのみ与えられたが、各道代表者の中にこの票決に異議を唱える者があるときは、語彙調査などを行った上で再審理を行い、全会一致で可決することとした。
このようにして査定された語彙数は、標準語6231語、略語134語、非標準語3082語、漢字語100語、総計9457語である。

## 標準語集の内容
標準語集は以下のように体系的に章立てされており、個々の事項に関して標準語が示されている。
1. 同義語
  - 音が似ていて意味が同一の語
    - 音の通用に関する語
      - 子音の通用
      - 母音の通用

    - 音の増減に関する語
      - 子音の増減
      - 母音の増減
      - 音節の増減

    - 音の一部が同じ語
      - 最初の音が同じもの
      - 最初の語が同じもの
      - 最後の音が同じもの
      - 最後の語が同じもの

  - 音が全く異なり意味が同一の語
2. 近似語
3. 略語
4. 附録
  - 同一に処理した語群
  - 漢字の転音

## 南北分断と標準語
朝鮮語学会による査定した標準語は、1945年の朝鮮解放以降も南北朝鮮の標準語として引き継がれることとなる。しかしながら、時代の変化や社会制度の変化などの諸事情により、南北ともに一部の語彙についてわずかな修正が見られる。例えば、朝鮮民主主義人民共和国（以下「北」）では「부수다」（砕く）の標準語形を1954年の「朝鮮語綴字法」で「부시다」に改めている。大韓民国（以下「南」）では、他動詞を作る「-트리다」を1988年の標準語規定において標準形として認めたが、1936年の標準語集では「-뜨리다」のみを標準形としており、「-트리다」は非標準形としていた。北では現在でも「-뜨리다」のみを標準形としている。
現在、南では国立国語院が、北では国語査定委員会がそれぞれ標準語の査定を行っている。いずれにせよ、朝鮮語は明文化された標準語を有するという点で、かなり明確な標準語政策を敷いているということができよう。